# Dufrenoya
- Commons
- Wikispecies

Dufrenoya é um género botânico pertencente à família Santalaceae.